# Les Mutinés de l'Elsinore (film, 1920)
Pour les articles homonymes, voir Les Mutinés de l'Elseneur (homonymie).
Pour plus de détails, voir Fiche technique et Distribution.
Les Mutinés de l'Elsinore (The Mutiny of the Elsinore) est un film muet américain réalisé par Edward Sloman, adapté du roman homonyme de Jack London et sorti en 1920.

## Synopsis
Lors d'une croisière de l'Elseneur, le capitaine Nathaniel Somers est assassiné et John Pike prend le contrôle de la goélette pour assurer un revenu au fils du capitaine, Dick. Ce dernier n'aime pas la mer mais Pike insiste pour qu'il fasse le voyage afin de respecter ses obligations envers Margaret West, la fille d'un ancien demi-propriétaire du navire. Les membres de l'équipage se révèleront très vite des coupeurs de gorges, se mutinant à la première occasion...

## Fiche technique
- Titre original : The Mutiny of the Elsinore
- Titre français : Les Mutinés de l'Elsinore
- Réalisation : Edward Sloman
- Scénario : Albert S. Le Vino, d'après le roman Les Mutinés de l'Elseneur de Jack London
- Société de production : C.E. Shurtleff Inc.
- Société de distribution : Metro Pictures Corporation
- Pays de production :  États-Unis
- Format : Noir et blanc — 35 mm — 1,33:1 — Muet
- Genre : Film dramatique
- Durée : 60 minutes (1 800 m)
- Dates de sortie : 
  - États-Unis : octobre 1920
  - États-Unis : 25 février 1921[1]

## Distribution
- Mitchell Lewis : John Pike
- Helen Ferguson : Margaret West
- Noah Beery : Andreas Mellzire
- Noah Beery Jr. : le jeune garçon (non crédité)
- Casson Ferguson : Dick Somers
- William V. Mong : Snoop Jenkins dit « Le Rat »
- Norval MacGregor : le capitaine Nathaniel Somers
- Sidney D'Albrook : Crimp Sherman
- J. P. Lockney : Jason West